# Pakur
Pakur (en hindi: পাকুর ) es una localidad de la India, centro administrativo del distrito de Pakur en el estado de Jharkhand.

## Geografía
Se encuentra a una altitud de 41 m s. n. m. a 400 km de la capital estatal, Ranchi, en la zona horaria UTC +5:30.

## Demografía
Según estimación 2010 contaba con una población de 46 453 habitantes.